# Зильберберг, Режин
Режин Зильберберг (фр. Régine Zylberberg, известная под мононимом как Режин, 26 декабря 1929[…], Эттербек, Бельгия — 1 мая 2022[…], XVII округ Парижа) — французская певица, актриса и импресарио ночных клубов, получившая прозвище «Королева ночи».

## Биография
Родилась в Андерлехте, Бельгия, в семье польских евреев. Вскоре после её рождения отец потерял семейный бизнес, пекарню, и Зильберберги переехали в Париж.. Во время Второй Мировой войны ребёнком скрывалась вместе с семьей от немцев в оккупированной военной Франции. После войны Зильберберг стала выступать в качестве эстрадной певицы, а в 1953 году получила работу менеджера в одном из первых популярных послевоенных клубов Парижа «Whiskey à Gogo». Ей приписывают изобретение дискотеки, поскольку она была одной из первых, кто отказался от музыкальных автоматов в пользу набирающих популярность диджеев.
В 1957 году при финансовой поддержке Ротшильдов Зильберберг открыла в Париже на улице дю Фор своё первое заведение под вывеской «Chez Régine’s», положив начало международной сети из более 20 заведений: клубов, ресторанов, отелей в Лондоне, Нью-Йорке, Монте-Карло и других городах. Её мероприятия посещали Жан-Поль Бельмондо, Ален Делон и представители «новой волны».
Помимо этого Режина выступала как певица и актриса — для неё писали песни Шарль Азнавур, Серж Генсбур и Франсуаза Саган. В 1979 году песня Глории Гейнор «I Will Survive» во французском варианте прозвучала в исполнении Режин. За годы музыкальной карьеры она записала 11 студийных альбомов. На большом экране Зильберберг играла в основном роли второго плана, среди которых: Марта в фильме Клода Берри «Я женюсь!» (1969), Жули в экранизации романа Жоржа Сименона «Поезд» (1973), Симона, бывшая проститутка и подруга полицейского Рене в комедии Клода Зиди «Откройте, полиция!» (1984), жена Робера Голдмана в фильме Клода Лелюша «Робер и Робер» (1978), Режин в фильме Мишеля Блана «Коварство славы» (1994).
В начале 2000-х Режина отошла от управления своими заведениями, но продолжала активную жизнь: участвовала в телешоу, играла в театре, продолжала петь. В 2006 году опубликовала мемуары «Moi, mes hisnoires». В 1967 году Зильберберг удостоена премии «Prix Pierre-Brive Consécration», в 1995 году — кавалер ордена Почётного легиона, в 2008 году — офицер ордена Почётного легиона.
Зильберберг дважды была замужем, родив в 16 лет от первого мужа Поля Роткейджа сына Лайонела. Лайонел Роткейдж скончался в 2006 году от рака, оставив одну дочь. Режин умерла 1 мая 2022 года в пригороде Парижа в возрасте 92 лет.